# Беннетт Мнгуні
Беннетт Мнгуні (англ. Bennett Mnguni, нар. 18 березня 1974) — південноафриканський футболіст, що грав на позиції півзахисника.
Виступав, зокрема, за клуб «Мамелоді Сандаунз», а також національну збірну ПАР, у складі якої був учасником чемпіонату світу та двох кубків африканських націй.

## Клубна кар'єра
У дорослому футболі дебютував 1998 року виступами за команду клубу «Мамелоді Сандаунз», в якій провів чотири сезони, взявши участь у 76 матчах чемпіонату.
У лютому 2002 року перейшов в російський «Локомотив» (Москва), проте у складі «залізничників» стати основним гравцем не зміг, хоча і виступав у Лізі чемпіонів 2002/03. 11 грудня 2002 року відзначився голом у гостьовому матчі з мадридським «Реалом» (2:2). Наступного року перейшов в інший російський клуб «Ростов», а у 2005 році недовго пограв за китайський «Тяньцзінь Теда».
З 2006 року грав на батьківщині за клуби «Мамелоді Сандаунз», «АмаЗулу» та «Танда Роял Зулу».
Завершив професійну ігрову кар'єру у Бірмі в клубі «Окктха Юнайтед», за який виступав протягом 2008—2009 років. Після закінчення кар'єри гравця відкрив власну футбольну академію в ПАР.

## Виступи за збірну
3 червня 2001 року дебютував в офіційних матчах у складі національної збірної ПАР в грі з Ліберією (1:1). 
У складі збірної був учасником чемпіонату світу 2002 року в Японії і Південній Кореї, однак був резервним гравцем і не провів на «мундіалі» жодної гри. Крім того зі збірною брав участь у Кубку африканських націй 2002 року у Малі та Кубка африканських націй 2004 року у Тунісі.
Останній матч за збірну провів 30 березня 2004 року проти Австралії (0:1). Протягом кар'єри у національній команді, яка тривала 4 роки, провів у формі головної команди країни 12 матчів.

## Досягнення
- Чемпіон ПАР: 1998, 1999
- Володар Кубка ПАР: 1998
- Володар Кубка ліги ПАР: 1999
- Чемпіон Росії: 2002